# Miomboflugsnappare
Miomboflugsnappare (Myopornis boehmi) är en fågel i familjen flugsnappare inom ordningen tättingar. Den förekommer i delar av södra Afrika i vegetationstypen miombo. Arten minskar i antal, men beståndet anses ändå vara livskraftigt.

## Utseende och läte
Miomboflugsnapparen är en knubbig och tydligt tecknad flugsnappare. Ovansidan är djupt brun och undersidan vit med tydliga trekantiga fläckar. Den dämpade sången består av en serie gnissliga toner.

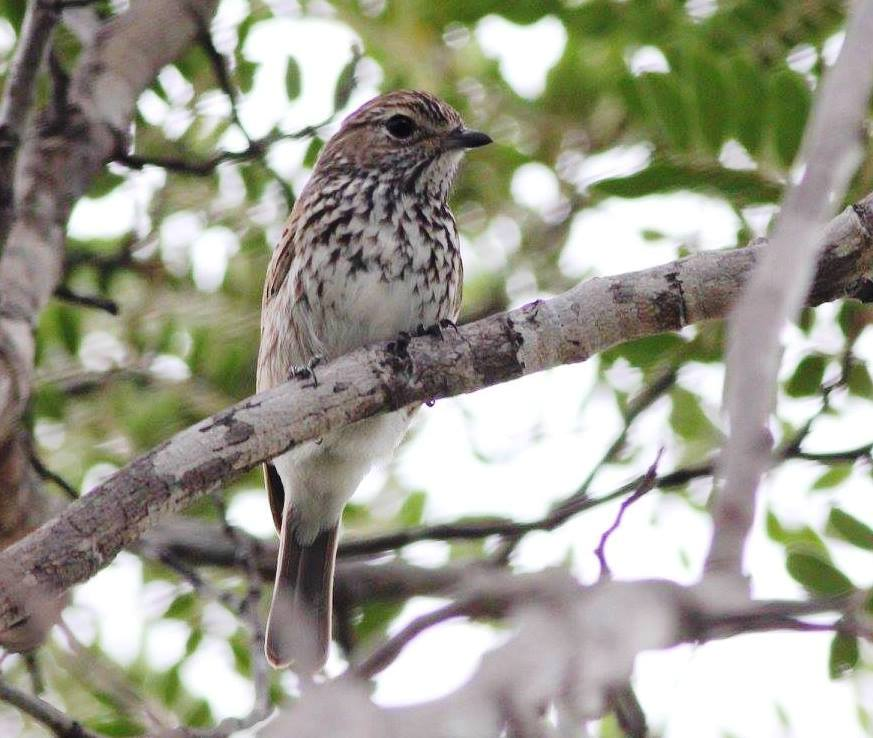

## Utbredning och systematik
Fågelns utbredningsområde sträcker sig från Angola till Kongo-Kinshasa, Zambia, sydvästra Tanzania och norra Moçambique. Den behandlas som monotypisk, det vill säga att den inte delas in i några underarter.

### Släktestillhörighet
Tidigare fördes den till Muscicapa, men DNA-studier visar att arterna i släktet inte är varandras närmaste släktingar. Miomboflugsnapparen utgör istället den systerart till en grupp flugsnappare som vanligen förs till Bradornis.

## Levnadssätt
Miomboflugsnapparen hittas i miombo i trädens mellersta skikt, där den är ovanlig och lokalt förekommande. Den slår ofta följe med artblandade födosökande flockar.

## Status och hot
Arten har ett stort utbredningsområde, men tros minska i antal, dock inte tillräckligt kraftigt för att den ska betraktas som hotad. Internationella naturvårdsunionen IUCN listar arten som livskraftig (LC).

## Namn
Miombo är swahili för trädsläktet Brachystegia som omfattar ett stort antal arter, vilka bildar en öppen skog eller ett savannlandskap i södra Centralafrika. Miombo är också en beteckning för denna vegetationstyp som dominerar inom stora delar av området.

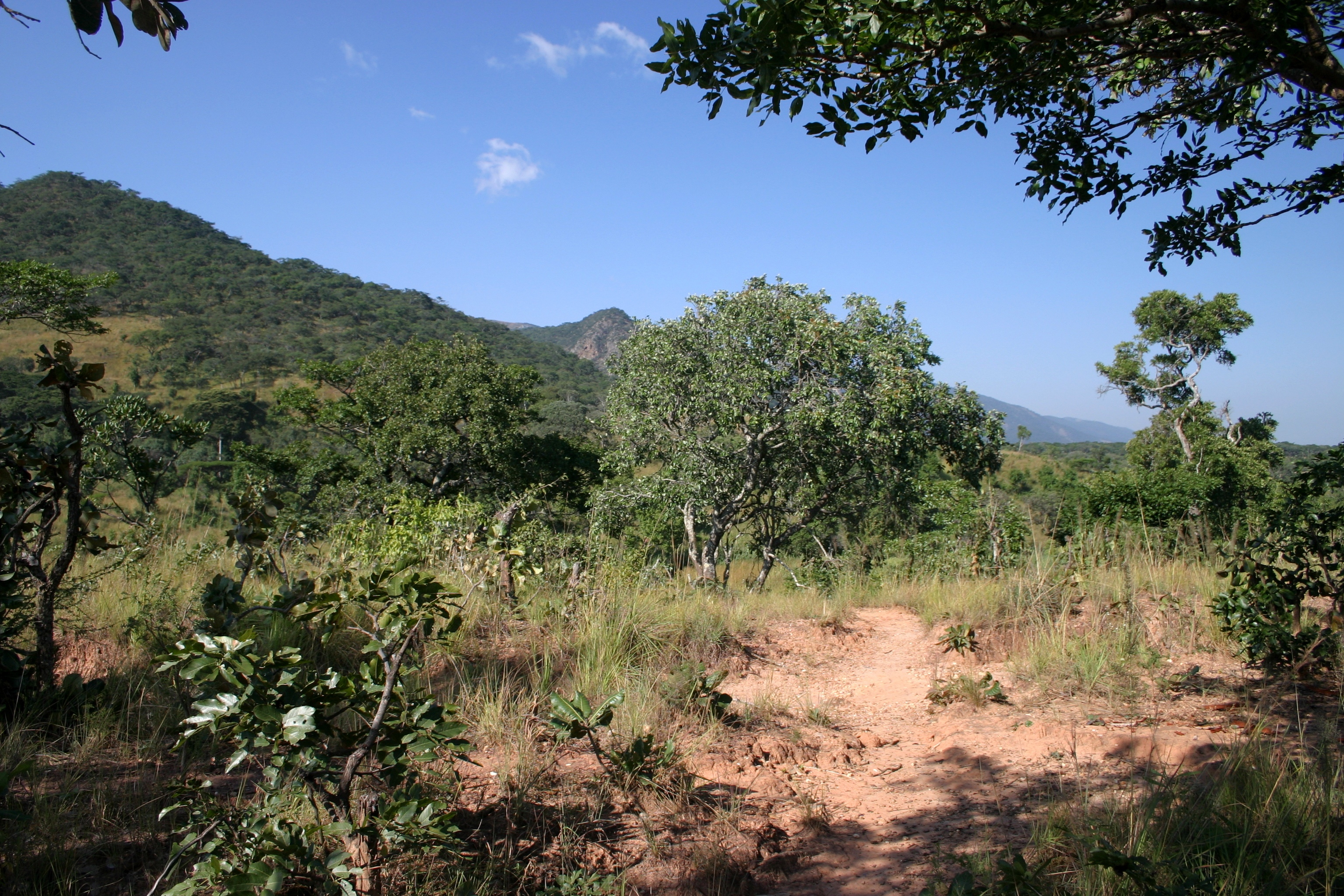
Fågeln är uppkallad efter skogstypen miombo där den förekommer.

Fågelns vetenskapliga artnamn hedrar Richard Johann Constantin Böhm (1854-1884), tysk zoolog, upptäcktsresande och samlare av specimen i tropiska Afrika.